# Aelurillus subaffinis
Aelurillus subaffinis là một loài nhện trong họ Salticidae.
Loài này thuộc chi Aelurillus. Aelurillus subaffinis được Lodovico di Caporiacco miêu tả năm 1947.